# Premio Murchison
Il Premio Murchison (in inglese Murchison Award) è un premio assegnato sin dal 1882 dalla Royal Geographical Society (RGS) all'autore di esplorazioni e, più recentemente, pubblicazioni ritenute di fondamentale importanza per le scienze geografiche. 
Il premio è intitolato a Roderick Impey Murchison, geologo scozzese tra i fondatori, nel 1830, proprio della Royal Geographical Society, di cui fu poi più volte presidente.

## Albo dei vincitori
Fonte (1882-1982): British Museum

Fonte (dal 1970 in avanti) Royal Geographical Society Archiviato il 15 settembre 2015 in Internet Archive.
- 1882 - Rev. Thomas Wakefield
- 1883 - Rev. William Deans Cowan, missionario, per i suoi viaggi in Madagascar.
- 1884 - William MacNair[1]
- 1885 - Pandit Krishna
- 1886 - Frank e Alexander Jardine, per la loro spedizione via terra da Rockhampton a Capo York, Australia.
- 1887 - George Bourne
- 1888 - J. McCarthy, per la sua mappa del Siam.
- 1889 - F.S. Arnott, per aver dato un giusto dono al capo Chitambo, di Ilala, per i suoi servigi resi al Dr. Livingstone.
- 1890 - Vittorio Sella
- 1891 - William Ogilvie
- 1892 - Robert M.W. Swan
- 1893 - R.W. Senior, Esploratore indiano, per il suo lavoro nelle catene di Kulu e Lahaul dell'Himalaya occidentale (o Himalaya del Punjab).
- 1894 - Cap. Joseph Wiggins, per il suo contributo nell'apertura della rotta verso la Siberia attraverso il Mare di Kara.
- 1895 - Eivind Astrup[2]
- 1896 - Sir Henry Thuillier
- 1897 - Ten. Seymour Vandeleur, per i suoi viaggi nel Somaliland, in Uganda, nel Bunyoro, nell'Alto Nilo e nella regione del Niger.
- 1898 - Herbert Warrington Smyth, per i suoi molti e importanti viaggi in Siam.
- 1899 - Albert Armitage,[3] per le sue osservazioni scientifiche nell'Artide.
- 1900 - Dr. Henry Arctowski, per il suo lavoro oceanografico e meteorologico durante la Spedizione Belga in Antartide
- 1901 - John Coles, per i servigi resi alla geografia e alla RGS come curatore delle mappe.
- 1902 - John Stanley Gardiner[4]
- 1903 - Cap. Gunnar Isachsen
- 1904 - Cap. William Colbeck, per i servigi resi alla RGS come comandante di spedizioni di soccorso.
- 1905 - William Wallace, per i servigi resi durante il suo servizio da ufficiale nella Nigeria settentrionale.
- 1906 - Magg. Henry Rodolph Davies, per le sue esplorazioni delle colline Kachin, dello Shan, dello Yunnan, del Sechuan e del Siam.
- 1907 - Cap. G.E. Smith, per i suoi viaggi esplorativi nell'Africa orientale britannica.
- 1908 - Col. Delmé-Radcliffe, per il suo lavoro nella provincia del Nilo in Uganda.
- 1909 - Cap. Cecil Godfrey Rawling, per l'esplorazione del Tibet.
- 1910 - Dr. Karl Skottsberg, per il suo lavoro nello stretto di Magellano.
- 1911 - Sir Wilfred Grenfell, per il suo lavoro in Labrador.
- 1912 - Cap. William Campbell Macfie, per il suo lavoro nell'indagine topografica dell'Uganda.
- 1913 - Magg. Hugh Drummond Pearson, per i suoi viaggi esplorativi nel Sudan.
- 1914 - Com. Harry Lewin Lee Pennell, per i servigi resi alla Spedizione Antartica di Scott, 1910-13.
- 1915 - Cap. John King Davis, per il suo lavoro durante la Spedizione Antartica Australia, 1911-14.
- 1916 - Ten. Col. Whitlock
- 1917 - Rai Bahadur Lal Singh
- 1918 - C.A. Reid
- 1919 - Dr. W. M. Strong, per i suoi viaggi in Nuova Guinea
- 1920 - Maria Czaplicka
- 1921 - Com. J. Maury, per i suoi viaggi nel Congo Belga.
- 1922 - Charles Camsell,  per i suoi viaggi ed esplorazioni nel Canada settentrionale.
- 1923 - Cap. A.G. Stigand, per la sua mappa dello Ngamiland.
- 1924 - J.H. Reynolds
- 1925 - Eric Teichman
- 1926 - Frank Debenham
- 1927 - Cap. C.J. Morris, per le sue esplorazioni durante la spedizioni di H. F. Montagnier nello Hunza.
- 1928 - John Mathieson
- 1929 - C.S. Elton
- 1930 - Col. H. Wood, R.E.
- 1931 - L.M. Nesbit
- 1932 - Dr. K.S. Sandford
- 1933 - Dr. Noel Humphreys
- 1934 - John Rymill
- 1935 - R.P. Bishop, per i suoi viaggi esplorativi nella Columbia Britannica.
- 1936 - Michael Leahy
- 1937 - Sir Martin Lindsay
- 1938 - Ronald Kaufback
- 1939 - Robert Bentham
- 1940 - Peter Mott
- 1941 - C.T. Madigan, per le sue esplorazioni dell'Australia centrale.

- 1942 - Sidney William Wooldridge e il Ten. David Linton
- 1943-44 - Nessun premio.
- 1945 - Ten. Col. W.E. Browne
- 1946 - Ten. Col. Cecil Augustus Hart
- 1947 - Gordon Manley
- 1948 - Robert W. Steel
- 1949 - Ten. Col. E.H. Thompson, per le originali ricerche nelle tecniche di ricognizione aerea.
- 1950 - Chir. Com. Edward W. Bingham, R.N., per le sue spedizioni polari.
- 1951 - Dr. George Salt
- 1952 - W.D.C. Wiggins, per i suoi contributi alla cartografia.
- 1953 - G.B. Stigant, per gli studi e la mappature delle coste giapponesi.
- 1954 - G.R. Crone
- 1955 - H.C.K Henderson, Birkbeck College
- 1956 - Dr. Alice Garnett
- 1957 - Dr. George Colin Lawder Bertram, per il suo lavoro zoologico presso lo Scott Polar Research Institute.
- 1958 - Prof. E.G. Bowen, per i suoi studi sulla geografia del Galles.
- 1959 - Prof. S.P. Chatterjee, per il suo lavoro nell'organizzazione dell'atlante nazionela dell'India.
- 1960 - Prof. James Wreford Watson
- 1961 - Prof. Keith McPherson Buchanan
- 1962 - Prof. S.H. Beaver
- 1963 - Prof. Arthur Austin Miller
- 1964 - Prof. Kenneth Charles Edwards
- 1965 - Prof. John C. Swallow
- 1966 - Prof. S.G. Davis
- 1967 - Prof. Edmund William Gilbert
- 1968 - C.T. Smith
- 1969 - Prof. J.T. Coppock
- 1970 - Iain R. Bishop
- 1971 - Prof. J. W. House
- 1972 - Prof. Emeritus William Gordon East
- 1973 - Prof. William Bayne Fisher
- 1974 - Prof. H. H. Lamb
- 1975 - Prof. Akin L. Mabogunje
- 1976 - Prof. Emeritus W. G. Hoskins CBE FBA
- 1977 - Harold Fullard
- 1978 - Prof. Kenneth Walton
- 1979 - Prof. Eila Campbell
- 1980 - Clive Jermy
- 1981 - Prof. C. Kidson
- 1982 - Dr. R. J. Bennett
- 1983 - Prof.Richard Lawton
- 1984 - Prof. Stanley Gregory
- 1985 - Prof. Ron J. Johnston
- 1986 - David Bickmore
- 1987 - Prof. Monica Cole
- 1988 - Dr. Roger Tomlinson
- 1989 - Prof. Emeritus Vernon Forbes
- 1990 - Prof. Jim Rose
- 1991 - Peter Clark
- 1992 - Prof. William Buttiker
- 1993 - Prof. Paul Claval
- 1994 - Dr. Andrew Warren
- 1995 - Prof. Frank Oldfield
- 1996 - Prof. Ronald A. Dodgshon
- 1997 - Prof. Anne Buttimer
- 1998 - Prof. Susan Smith
- 1999 - Prof. Robert Woods
- 2000 - Prof. Felix Driver
- 2001 - Ann Savours Shirley
- 2002 - Prof. David Woodward
- 2003 - Prof. David Smith
- 2004 - Dr. Tom Spencer
- 2005 - Dr. Clive Oppenheimer
- 2006 - Prof. Tony Gatrell
- 2007 - Non assegnato.
- 2008 - Prof. Neil Wrigley
- 2009 - Prof. Jenny Robinson
- 2010 - Prof. Gerry Kearns
- 2011 - Prof. Stuart Elden
- 2012 - Prof. Gillian Rose
- 2013 - Prof. Kelvyn Jones
- 2014 - Prof. John Dearing
- 2015 - Prof. Gill Valentine[5]
- 2016 - Prof. Parvati Raghuram